# 布目満造
布目 満造（ぬのめ みつぞう、1868年10月2日（慶応4年8月17日） -  1945年2月1日）は、日本の海軍軍人。最終階級は海軍中将。

## 経歴
和歌山県出身。布目総兵衛の息子として生まれる。攻玉社で学び、1889年（明治22年）4月、海軍兵学校（15期）を卒業、1890年（明治23年）12月に海軍少尉任官。1892年（明治25年）12月から一年間、海軍大学校で丙号学生として学んだ。1894年（明治27年）6月、「武蔵」分隊長心得となり日清戦争に出征。
1899年（明治32年）9月、海軍少佐に昇進。同年12月、「金剛」航海長に就任。以後、兼「比叡」航海長、「出雲」航海長、水路部図誌科科員などを歴任し、1904年（明治37年）1月、仮装巡洋艦「香港丸」航海長となり日露戦争に出征。開戦前後には逓信省の海底ケーブル敷設船「沖縄丸」にも乗船し、朝鮮半島への海底電信線の秘密敷設を監督した。
1905年（明治38年）2月、海軍中佐に進級し、同月「三笠」航海長に就任。日本海海戦に参戦した。
日露戦争後の1905年9月に佐世保鎮守府付となる。以後、「富士」航海長、海軍省出仕、皇族付武官（有栖川宮威仁親王付）、「朝日」副長、「大和」艦長などを務める。1910年（明治43年）12月、海軍大佐に昇進し横須賀鎮守府付となった。
1911年（明治44年）5月、「須磨」艦長に就任。以後、「秋津洲」「橋立」の各艦長、佐世保海軍工廠検査官、「相模」「薩摩」「榛名」の各艦長を歴任。1916年（大正5年）12月、海軍少将に進級し水路部長となる。
1920年（大正9年）10月、大湊要港部司令官に転じ、同年12月、海軍中将に進んだ。1921年（大正10年）12月、将官会議議員に就任。1922年（大正11年）4月に待命となり、1923年（大正12年）3月、予備役編入。1928年（昭和3年）8月、後備役となり、1933年（昭和8年）8月に退役した。

## 栄典
位階
- 1891年（明治24年）12月14日 - 正八位[1]
- 1895年（明治28年）1月23日 - 従七位[2]
- 1898年（明治31年）3月8日 - 正七位[3]
- 1899年（明治32年）11月27日 - 従六位[4]
- 1904年（明治37年）12月5日 - 正六位[5]
- 1909年（明治42年）12月27日 - 従五位[6]
- 1915年（大正4年）1月30日 - 正五位[7]
- 1920年（大正9年）2月10日 - 従四位[8]
- 1923年（大正12年）4月30日 - 正四位[9]

勲章等
- 1895年（明治28年）11月18日 - 勲六等単光旭日章[10]・明治二十七八年従軍記章[11]
- 1900年（明治33年）5月31日 - 勲五等瑞宝章[12]
- 1905年（明治38年）5月30日 - 勲四等瑞宝章[13]
- 1906年（明治39年）4月1日 - 功四級金鵄勲章・勲三等旭日中綬章・明治三十七八年従軍記章[14]
- 1909年（明治42年）4月18日 - 皇太子渡韓記念章[15]
- 1918年（大正7年）2月26日 - 勲二等瑞宝章[16]
- 1920年（大正9年）11月1日 - 旭日重光章[17]
- 1940年（昭和15年）8月15日 - 紀元二千六百年祝典記念章[18]